# Laczkó András
Laczkó András, (Szikszó, 1943. június 11. – 2025 május 15-16) író, irodalomtörténész, kritikus.

## Élete
Laczkó József és Bozsik Klára gyermekeként született. 1968-ban kötött házasságot Selmeczi Zsuzsannával, 1969-ben megszületett lánya, Zsuzsanna, majd 1974-ben fia, András. A Kossuth Lajos Tudományegyetem magyar-történelem szakán szerzett diplomát 1968-ban, majd bölcsészdoktori címet 1974-ben.

## Pályája
1960 és 1963 között a miskolci DIMÁVAG Gépgyár esztergályosa, később Nagyatádon kollégiumi nevelőtanár (1968-1970), 1971-től pedig igazgatóhelyettes. 1980 és 1993 között a „Somogy” kulturális folyóirat főszerkesztője, 1991-től 2004-ig a kaposvári Toldi Általános Iskola és Gimnázium tanára. Mindeközben 1983 és 1988 között a Kaposvári Kiskönyvtár szerkesztői, 1985-től 1992-ig a Berzsenyi Dániel Irodalmi és Művészeti Társaság vezetőségi, 1989 és 2005 között a kaposvári Magyar-Lengyel Baráti Társaság titkári, 1990-től 1995-ig a Magyar Irodalomtörténeti Társaság vezetőségi  Délnyugat-dunántúli Tagozatának társelnöki feladatait látja el.
1993-tól 1997-ig a Csokonai Vitéz Mihály Irodalmi és Művészeti Társaság ügyvezető titkáraként, majd 1993 és 2002 között a Hévíz művészeti és művelődési folyóirat főszerkesztőjeként. Ezen idő alatt szerkesztette a "Hévízi Könyvtár" című sorozatot is. 1998-tól pedig a „Magyar Jövő” irodalmi és társadalomélettani folyóirat szerkesztőbizottságának tagjaként, majd 2003-tól főszerkesztőjeként kamatoztatja tudását. 2007-től a Népi Írók Baráti Társaságának társelnöke volt..

## Munkássága
Irodalmi munkássága hiánypótló a kortárs magyar irodalomban – sokoldalúsága, tájékozottsága, érzékenysége és fogékonysága a legpopulárisabbakon túlmutató témák iránt kiemeli az irodalomtörténettel foglalkozók sorából. Köteteinek és díjainak száma sem tükrözik egyértelműen az általa feltárt, rendszerbe foglalt és ismeretet közvetítő anyagok értékét, nem beszélve azok terjesztésének indokoltságáról. Az általa megalkotott nyelv, és meghonosított szemlélet érdekes elegyét alkotják az ismeretterjesztés során megszokott száraz, és az érdeklődő, kíváncsi leíró cseppet sem érzelemmentes, kifejezésgazdag szemléletének, egy egyedi, szinte minden olvasói igényt kielégítő stílust eredményezve.

## Díjai
- Bolgár becsület jel (1981)
- Pro Cultura Polonine (1986)
- Móricz Zsigmond-ösztöndíj (1988)
- Pro Cultura Hévíz (1994)
- A Lengyel Nagykövetség emlékérme (1999)
- Krúdy-emlékplakett (2008)
- A Magyar Érdemrend lovagkeresztje (2013)

## Könyvei
- Takács Gyula (Budapest, 1976.)
- Helikoni tájakon (Kaposvár, 1976.)
- Nagyatád (Nagyatád, 1979.)
- Irodalmi arcképcsarnok Somogyban (Kaposvár, 1979.)
- Bródy Sándor alkotásai és vallomásai tükrében (Budapest, 1982.)
- Diákszínjátszás Somogyban (Kaposvár, 1982.)
- Ecset és toll. Rippl-Rónai József és az irodalom (Budapest, 1983.)
- Fekete Gyula alkotásai és vallomásai tükrében (Budapest, 1987)
- Vonások Bródy Sándor arcképéhez (Békéscsaba, 1987.)
- Menekülés a jövőért. Lengyel sorsok Magyarországon 1939–1945 (Boglárlelle, 1989.)
- Czinkotay Frigyes (Kaposvár, 1991.)
- Keserédes történetek (Kaposvár, 1991.)
- Elhagyott évek és tájak üzenetei (Kaposvár, 1992.)
- Mennybe visz a magyar bor? (Kaposvár, 1993.)
- Múzsák a Kapos partján (Kaposvár, 1993.)
- A Mollok. Hévízi családtörténet (Hévíz, 1993.)
- Utak Keletre és Nyugatra (Kaposvár, 1994.)
- Keressük a Heszperidák kertét! Pályakép vázlat Takáts Gyuláról (Kaposvár, 1996.)
- Hogyan üljünk a Pegazuson (Budapest, 1997)
- Simon István (Budapest, 1999.)
- Írók és iskolák (Pécs, 2001.)
- Írók és iskolák II. (Dunaharaszti, 2002.)
- Megkerülhetetlen az emlékezés (Dunaharaszti, 2002.)
- Zsibvásár a Marszałkowskán (Dunaharaszti, 2003.)
- Versvilágok (Dunaharaszti, 2005.)
- Írók és iskolák III. (Dunaharaszti, 2006.)
- A másik lábamat is (Dunaharaszti, 2008.)
- Versvilágok II. (Dunaharaszti, 2008.)
- Testvérek a vonaton (Dunaharaszti, 2009.)
- Sofőr az ágy alatt (Dunaharaszti, 2009)
- Írók és iskolák IV. (Dunaharaszti, 2009.)
- Versvilágok III. (Dunaharaszti, 2009.)
- Kirúgatásaim naplója (Dunaharaszti, 2010.)
- STOTZ – A grafikusművész példaképe (Dunaharaszti, 2010.)
- Drága volt neki(k) a barátság (Dunaharaszti, 2010.)
- Kulcsok a tengerben (Dunaharaszti, 2010.)
- Varga József 80 éves (Dunaharaszti, 2010.)
- A hűség töretlen (Dunaharaszti, 2011.)
- A derű természetessége (Dunaharaszti, 2011.)
- A feledékenység ellen  (Dunaharaszti, 2012.)
- Két pályakép - Sárközy István és Roboz István (Kaposvár, 2012. Megyei Jogú Város Közgyűlése)
- Levelezőlapok onnan - innen  (Dunaharaszti, 2013.)
- Költő a képzőművészet igézetében; NAP, Dunaharaszti, 2014
- Így emlékezek. Esszék, tanulmányok; Hungarovox, Bp., 2015